# Ophiochiton ambulator
Ophiochiton ambulator is een slangster uit de familie Ophiochitonidae.
De wetenschappelijke naam van de soort werd in 1897 gepubliceerd door René Koehler.